# Laphria rubescens
Laphria rubescens là một loài ruồi trong họ Asilidae. Laphria rubescens được Bigot miêu tả năm 1878. Loài này phân bố ở vùng Tân nhiệt đới.